# Kingston Railway Bridge
Kingston Railway Bridge je obloukový železniční most přes řeku Temži v londýnské městské části Kingston.
Most se nachází na železniční trati Kingston Loop Line mezi železničními stanicemi Kingston a Hampton Wick. Dnešní most se nachází na místě staršího litinového mostu z let 1860–1863, který navrhl J. E. Errington. Ten byl v roce 1907 nahrazen dnešním mostem, jehož architektem byl J. W. Jacomb Hood. Mostovka mostu se nachází 6,81 m nad hladinou Temže.
V roce 2015 byl most opravován.